# All You Need Is Now
All You Need Is Now – trzynasty album studyjny brytyjskiego zespołu pop/rockowego Duran Duran. Longplay ma być wydany nakładem wytwórni Tapemodern 21 grudnia 2010r. w wersji cyfrowej na stronach iTunes Store. Limitowane wydanie na płycie CD oraz płycie winylowej będzie dostępne wraz z trzema dodatkowymi utworami w lutym 2011 r. LP pojawi się zatem na rynku w 30. rocznicę pierwszego wydawnictwa zespołu.

## Produkcja
Płyta została wyprodukowana przez zdobywcę nagrody Grammy Marka Ronsona, najlepiej znanego ze współpracy z angielskimi wykonawcami – Amy Winehouse, Adele, Kaiser Chiefs, oraz Lily Allen. Po wydaniu poprzedniego bezbarwnego albumu, Red Carpet Massacre trzy lata wcześniej, All You Need Is Now zachwalany był jako hołd złożony początkom działalności zespołu, kiedy to Duran Duran odnosili największe sukcesy.

### Wpływ M. Ronsona na kształt płyty
Perkusista brytyjskiej grupy Duran Duran - Roger Taylor - jest przekonany, że gdyby nie ingerencja producenta muzycznego Marka Ronsona, jego zespół odszedłby w zapomnienie.
Brytyjski producent został zaproszony do współpracy przez kwartet po tym, jak ich ostatni album okazał się komercyjną klapą. Taylor przyznaje teraz, że wraz z pozostałymi członkami Duran Duran - Simonem Le Bonem, Nickiem Rhodesem i Johnem Taylorem - "dziękuje Bogu" za pomoc Ronsona przy ich najnowszej płycie All You Need Is Now, ponieważ bez niej zespół mógłby nie mieć już przyszłości.
"Wszyscy wiedzieliśmy, jak ważny będzie to dla nas album. To było dla nas 'być albo nie być'. Po tym, jak nasza poprzednia płyta nie poradziła sobie dobrze na notowaniach muzycznych, pomyśleliśmy: 'Następna musi być dobra, bo inaczej będzie już naszą ostatnią'" - wyznał perkusista w rozmowie dla brytyjskiej gazety "Daily Star".
"Dzięki Bogu, zdaliśmy się na pomoc Marka Ronsona, który pokazał nam właściwą drogę. Mark powiedział: 'Musicie na nowo odkryć swoje brzmienie i przypomnieć sobie, jaką muzykę nagrywaliście w 1983 roku'. On miał wizję, w której moglibyśmy pozostać na czasie przywołując jednocześnie styl muzyczny, którym się kiedyś zajmowaliśmy - to samo brzmienie, jakie wykorzystuje na przykład grupa The Killers" - wyjaśnił Taylor.

## Single
"All You Need Is Now" jest pierwszym singlem wydanym z albumu. Został on wydany na stronach iTunes Store (8. grudnia 2010r.) jako darmowy. Wersja utworu jest nieco krótsza (4:33) od wydanej na albumie.

## Lista utworów
| 1. | "All You Need Is Now"                                   | 4:46  |
|    |                                                         |       |
| 2. | "Blame The Machines"                                    | 4:09  |
|    |                                                         |       |
| 3. | "Being Followed "                                       | 3:47  |
|    |                                                         |       |
| 4. | "Leave A Light On"                                      | 4:36  |
|    |                                                         |       |
| 5. | "Safe (In The Heat Of The Moment)" (feat. Ana Matronic) | 3:59  |
|    |                                                         |       |
| 6. | "Girl Panic! "                                          | 4:31  |
|    |                                                         |       |
| 7. | "The Man Who Stole a Leopard " (feat. Kelis)            | 6:13  |
|    |                                                         |       |
| 8. | "Runway Runaway "                                       | 3:04  |
|    |                                                         |       |
| 9. | "Before the Rain"                                       | 4:12  |
|    |                                                         |       |
|    |                                                         | 39:17 |
|    |                                                         |       |
Dodatkowe utwory dostępne na LP/2CD
| 1. | "Mediterranea"        |  |
|    |                       |  |
| 2. | "Other Peoples Lives" |  |
|    |                       |  |
| 3. | "King of Nowhere"     |  |
|    |                       |  |

## Personel
- Simon Le Bon – wokal
- Nick Rhodes – instrumenty klawiszowe
- John Taylor – gitara basowa
- Roger Taylor – perkusja
- Dominic Brown – gitara
- Owen Pallett – skrzypce
- Mark 'Spike' Stent – miksowanie
- Joshua Blair – inżynier dźwięku
- Mark Ronson – producent
- Roger Dekker – zdjęcia (na potrzeby albumu)
- Clunie Reid – projekt okładki